# 魯德成
鲁德成（20世纪？—），中国政治犯。

## 经历
1989年5月23日下午2时，魯德成、喻东岳和余志坚对北京市天安门所悬挂的巨幅毛泽东画像投掷颜料。
魯德成被判16年有期徒刑，由於長年的監禁使得其妻子與其離婚。由於教育水準較低，中國共產黨認為他是三人中唯一可以改過的人。魯德成在1998年獲得假釋出獄後仍然持續遭到中國政府的騷擾，不過他也嘗試與曾經參與抗議行動的學生有所聯繫。
2004年11月，他逃到泰国并在那里申请难民身份。可是一个月后泰国警察以非法入境的罪名将他逮捕。他本人表示，中国大使馆在此期间曾派人恐吓“送他回中国”。2006年，在各界的努力下，魯德成抵达加拿大。